# Еудора (Арканзас)
Еудора (англ. Eudora) — місто (англ. city) в США, в окрузі Шико штату Арканзас. Населення — 1728 осіб (2020).

## Географія
Еудора розташована на висоті 41 метр над рівнем моря за координатами 33°7′9″ пн. ш. 91°15′50″ зх. д. / 33.11917° пн. ш. 91.26389° зх. д. (33.119125, -91.263992).  За даними Бюро перепису населення США в 2010 році місто мало площу 7,94 км², уся площа — суходіл.

## Демографія
Згідно з переписом 2010 року, у місті мешкало 2269 осіб у 909 домогосподарствах у складі 591 родини. Густота населення становила 286 осіб/км².  Було 1007 помешкань (127/км²). 
Расовий склад населення:
| - 89,5 % — чорних або афроамериканців - 9,3 % — білих - 0,4 % — корінних американців |

До двох чи більше рас належало 0,2 %. Іспаномовні складали 1,0 % від усіх жителів.
За віковим діапазоном населення розподілялося таким чином: 28,6 % — особи молодші 18 років, 56,1 % — особи у віці 18—64 років, 15,3 % — особи у віці 65 років та старші. Медіана віку мешканця становила 38,6 року. На 100 осіб жіночої статі у місті припадало 80,9 чоловіків;  на 100 жінок у віці від 18 років та старших — 74,1 чоловіків також старших 18 років.
Середній дохід на одне домашнє господарство  становив 30 273 долари США (медіана — 20 104), а середній дохід на одну сім'ю — 34 066 доларів (медіана — 23 646). Медіана доходів становила 22 380 доларів для чоловіків та 18 582 долари для жінок. За межею бідності перебувало 45,4 % осіб, у тому числі 67,0 % дітей у віці до 18 років та 40,9 % осіб у віці 65 років та старших.
Цивільне працевлаштоване населення становило 675 осіб. Основні галузі зайнятості: освіта, охорона здоров'я та соціальна допомога — 26,1 %, виробництво — 23,3 %, роздрібна торгівля — 18,4 %.
За даними перепису населення 2000 року в Еудорі проживало 2819 осіб, 731 сім'я, налічувалося 1047 домашніх господарств і 1163 житлових будинки. Середня густота населення становила близько 352 осіб на один квадратний кілометр. Расовий склад Еудорі за даними перепису розподілився таким чином: 13,94 % білих, 84,50 % — чорних або афроамериканців, 0,04 % — корінних американців, 0,18 % — азіатів, 0,89 % — представників змішаних рас, 0,46 % — інших народів. Іспаномовні склали 1,38 % від усіх жителів міста.
З 1047 домашніх господарств в 34,9 % — виховували дітей віком до 18 років, 30,5 % представляли собою подружні пари, які спільно проживали, в 34,7 % сімей жінки проживали без чоловіків, 30,1 % не мали сімей. 26,6 % від загального числа сімей на момент перепису жили самостійно, при цьому 14,2 % склали самотні літні люди у віці 65 років та старше. Середній розмір домашнього господарства склав 2,69 особи, а середній розмір родини — 3,24 особи.
Населення міста за віковим діапазоном за даними перепису 2000 року розподілилося таким чином: 32,4 % — жителі молодше 18 років, 9,4 % — між 18 і 24 роками, 23,7 % — від 25 до 44 років, 20,0 % — від 45 до 64 років і 14,6 % — у віці 65 років та старше. Середній вік мешканця склав 33 роки. На кожні 100 жінок в Еудорі припадало 80,2 чоловіків, у віці від 18 років та старше — 68,9 чоловіків також старше 18 років.
Середній дохід на одне домашнє господарство в місті склав 17 857 доларів США, а середній дохід на одну сім'ю — 19 840 доларів. При цьому чоловіки мали середній дохід в 20 729 доларів США на рік проти 15 262 долара середньорічного доходу у жінок. Дохід на душу населення в місті склав 9437 доларів в рік. 34,6 % від усього числа сімей в окрузі і 36,5 % від усієї чисельності населення перебувало на момент перепису населення за межею бідності, при цьому 43,3 % з них були молодші 18 років і 30,0 % — у віці 65 років та старше.